# Robbie Ray
Robert Glenn "Robbie" Ray, född den 1 oktober 1991 i Brentwood i Tennessee, är en amerikansk professionell basebollspelare som spelar för Seattle Mariners i Major League Baseball (MLB). Ray är vänsterhänt pitcher.
Ray draftades av Washington Nationals 2010 som 356:e spelare totalt. I december 2013 trejdades han tillsammans med två andra spelare till Detroit Tigers i utbyte mot Doug Fister. Han debuterade i MLB för Tigers den 6 maj 2014. Han spelade därefter för Tigers (2014), Arizona Diamondbacks (2015–2020) och Toronto Blue Jays (2020–2021). Efter 2021 års säsong blev han free agent och skrev på ett femårskontrakt värt 115 miljoner dollar med Seattle Mariners.
Bland Rays meriter kan nämnas att han tagits ut till en all star-match (2017) och vunnit en Cy Young Award (2021). Statistiskt har han bland annat varit bäst i sin liga i earned run average (ERA) och strikeouts en gång (2021).